# Alucare
Alucare es un sitio web que ofrece consejos y tutoriales para los videojuegos más destacados.

## Historia
Alucare fue lanzado en 2018 por Antonin Choplin.  Desde su lanzamiento, el sitio es más conocido por ofrecer tutoriales sobre el videojuego RAID: Shadow Legends y otros juegos relacionados.
En 2022, el sitio se había traducido a diez idiomas, entre ellos inglés, español, alemán e italiano. En agosto de 2023, se rediseñaron los gráficos del sitio web para hacerlo más fácil de usar.